# Leptospermum scoparium
Leptospermum scoparium là một loài thực vật có hoa trong Họ Đào kim nương. Loài này được J.R.Forst. & G.Forst. mô tả khoa học đầu tiên năm 1775.

## Hình ảnh

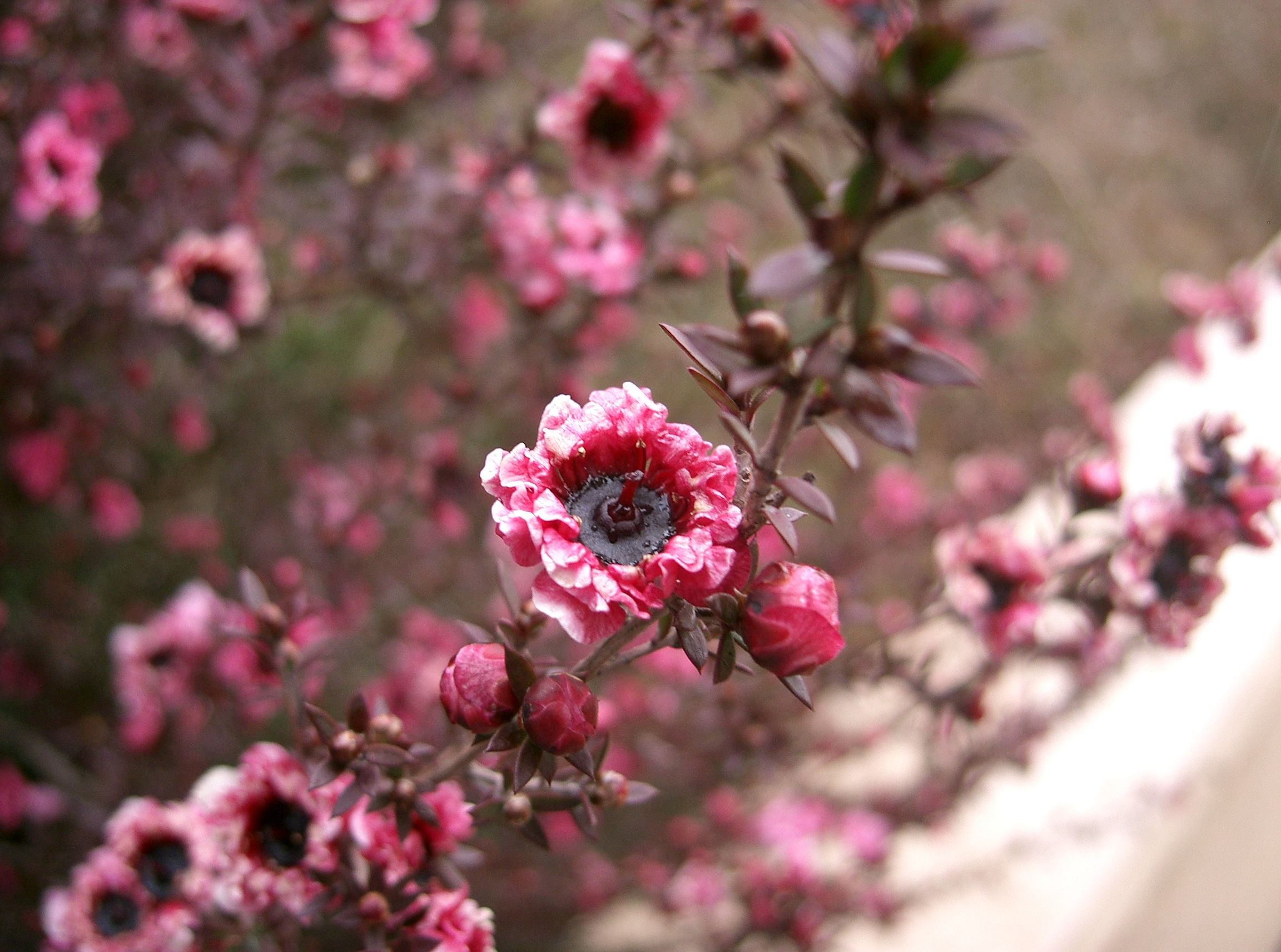
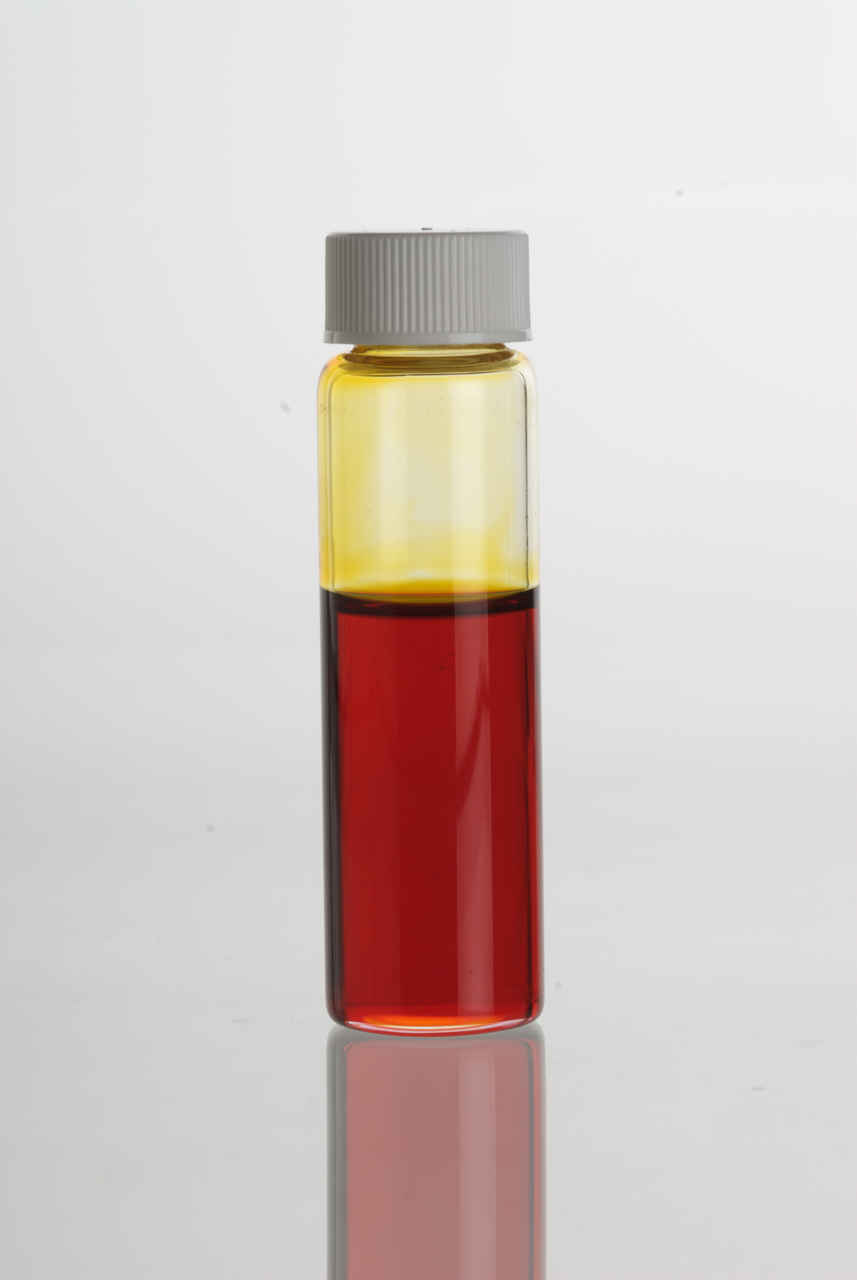
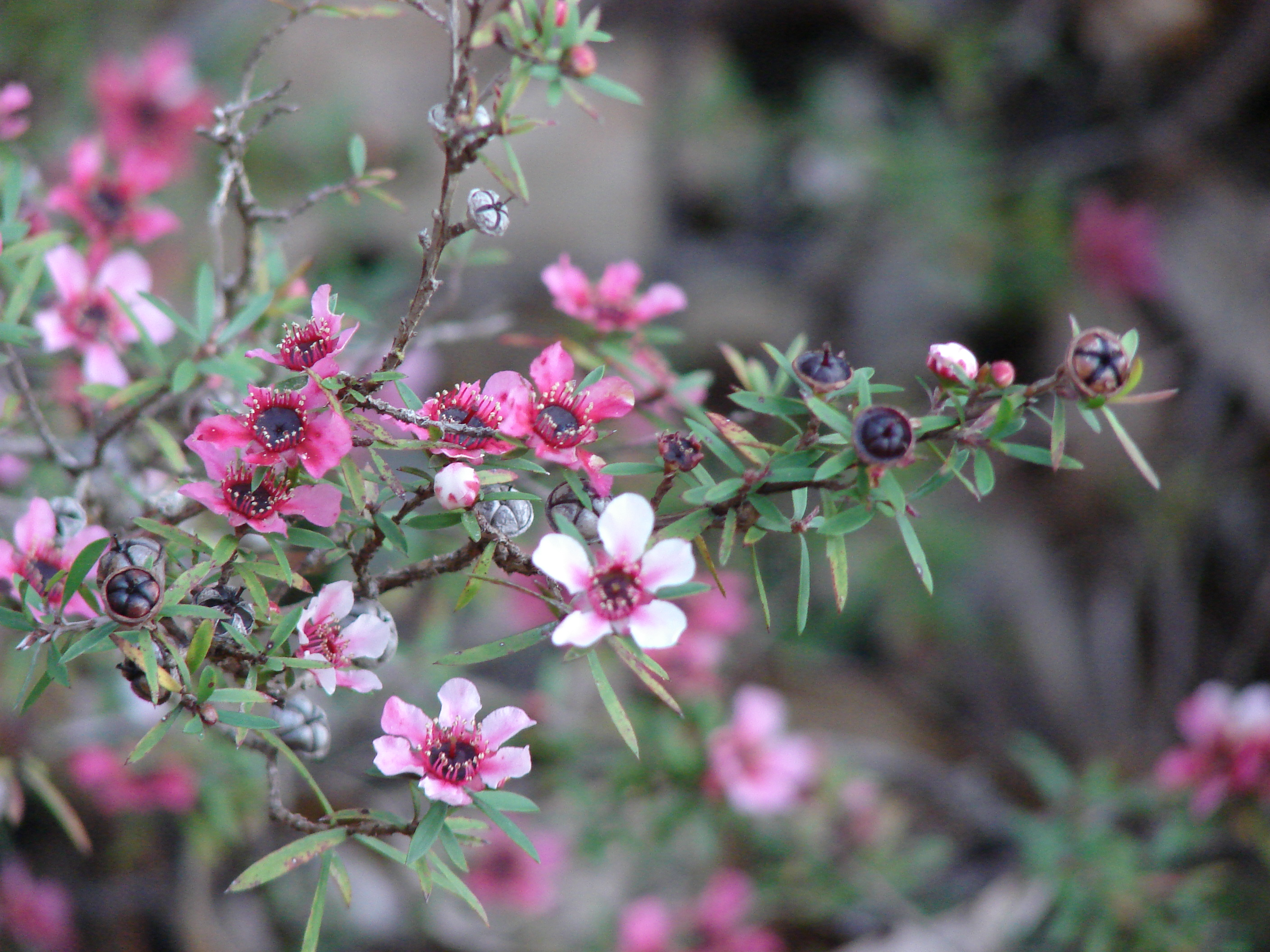
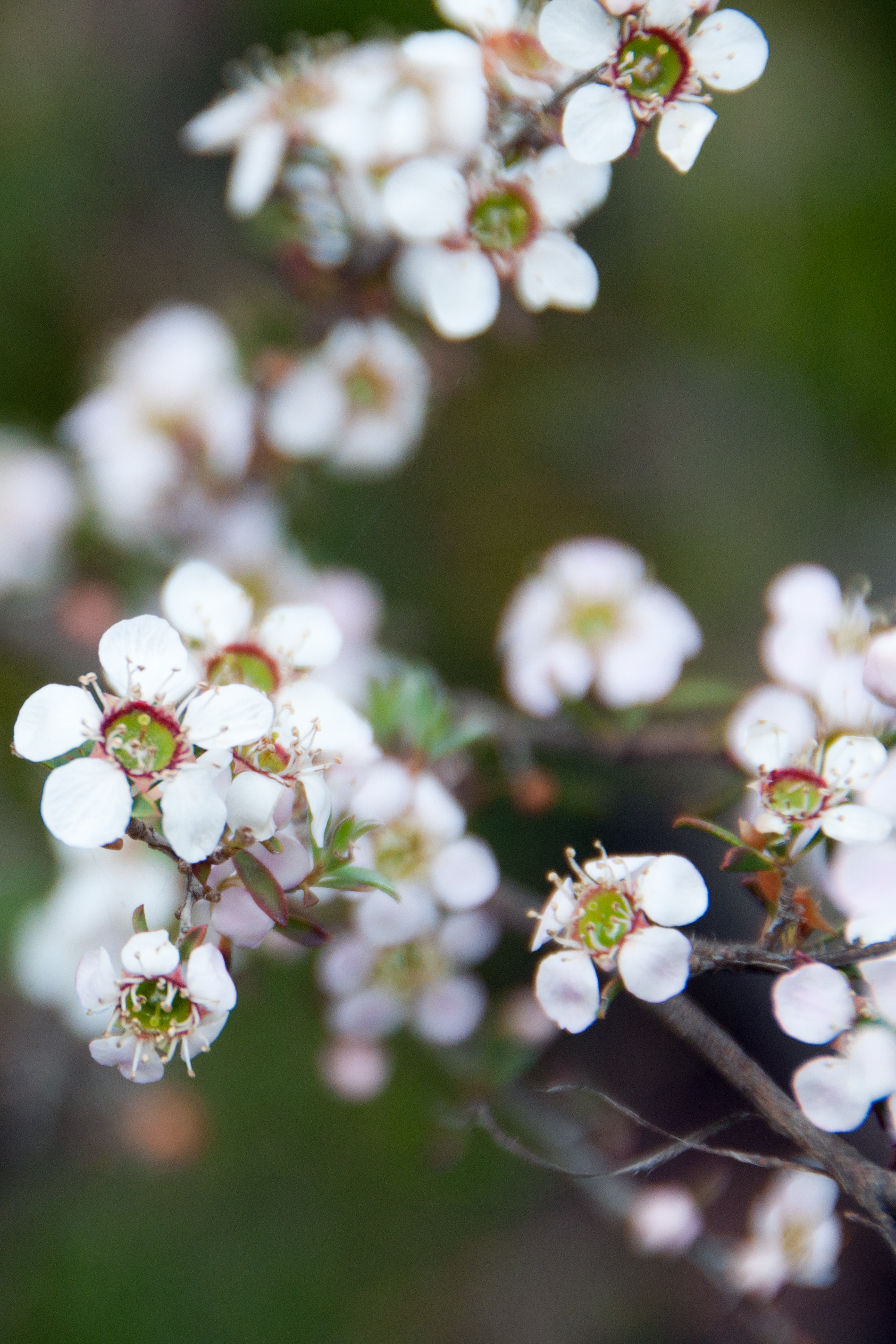